# Monte Tre Pizzi

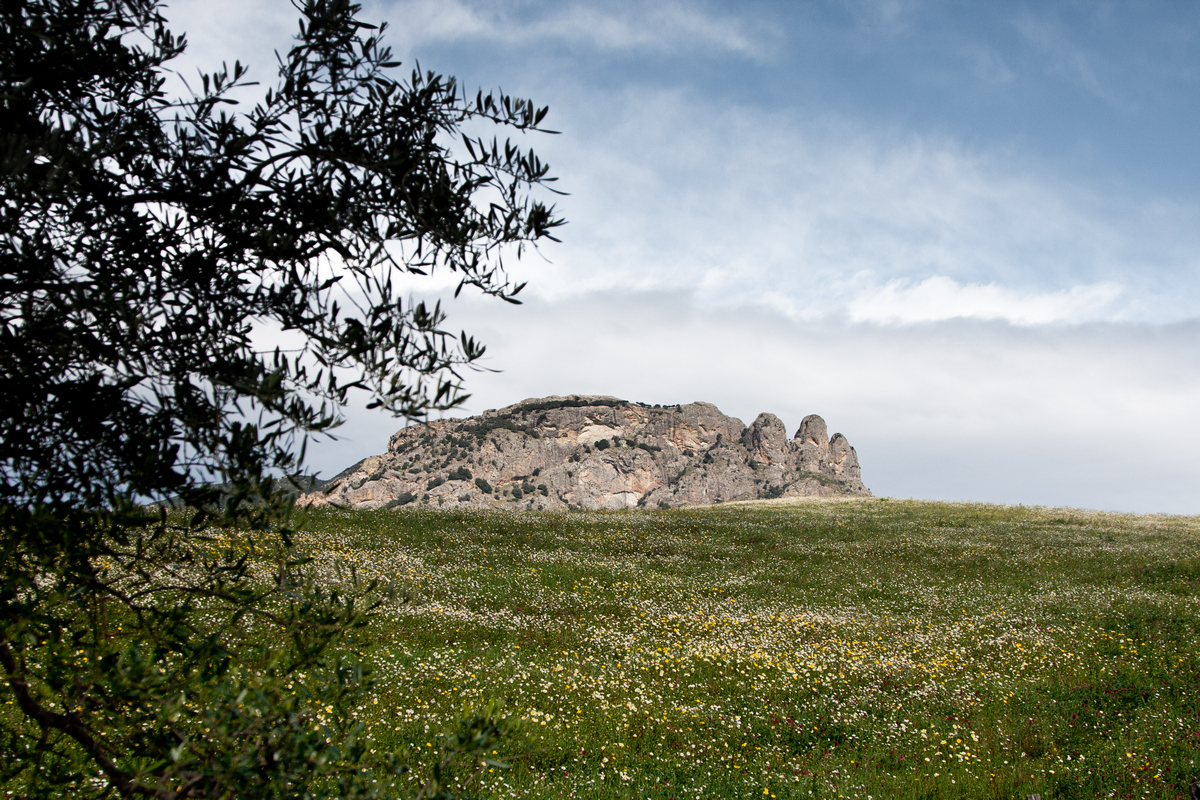
La foto è stata scattata dalla la strada comunale che da Cimina porta a Sant'Ilario dell Ionio in Contrada Santa Marina e mostra il Monte San Pietro comunemente noto come "I 3 Pizzi"

Il Monte San Pietro,  denominato “Tre Pizzi” per la curiosa forma a tre punte, sorge tra i comuni calabresi di Antonimina e Ciminà. Esso rappresenta una modesta elevazione di 700 metri ai confini del Parco dell'Aspromonte. Sulla sommità del monte vi è un suggestivo panorama chiuso a nord dalla rocca di Gerace e a sud dalle alture di Pietra Cappa e dell'Aspromonte, con vista sulla costiera jonica da Roccella Ionica fino ad arrivare a Capo Zeffirio nel comuni di Africo Nuovo.I paesi visibili dalla sua sommità sono : Roccella Ionica, Gioiosa Ionica, Siderno, Locri, Sant'Ilario dello Ionio, Ardore, Bovalino, Bianco e Africo, Ciminà, Antonimina, Portigliola, Condojanni, Gerace. Inoltre, sulla sua sommità sono ancora visibili i ruderi di  un convento di frati eremiti (Basiliani)  che risale molto probabilmente al XII secolo, nota come "La chiesetta dei Tre Pizzi" dove fino agli anni 50 del secolo scorso, in particolari occasioni era celebrata una Santa Messa.

## Storia
Il monte è oggetto di innumerevoli leggende, una  delle tante racconta che Gesù e gli Apostoli stavano passeggiando lungo la fiumara “'a Principissa” quando, improvvisamente, San Pietro cominciò a lamentarsi di non avere un monumento in proprio onore. Colto da un'idea improvvisa, afferrò una pietra dalla riva del fiume e la lanciò in alto. Il sasso diede poi origine alla roccia. Un'altra leggenda, legata sempre a questa pietra, narra che, avendo gli Apostoli fame, Gesù ordinò loro di raccogliere alcune pietre dal letto della fiumara “'a Principissa” perché le avrebbe trasformate in pane. Allora San Pietro vide un grosso masso dietro la collina e tentò di portarlo nel torrente. Stremato, fu costretto ad abbandonarlo proprio in cima.